# Filoreta
Filoreta ist eine Gattung amöboider Protisten aus dem Stamm der Cercozoa. Sie ist die einzige Gattung der Familie Filoretidae und derzeit die einzige der Ordnung Reticulosida.

## Merkmale
Die Vertreter sind geißellose, vorwiegend meeresbewohnende Wurzelfüßer, die sich von Bakterien ernähren. Sie bilden ausgedehnte, vielzellige Netze: Zellkörper unterschiedlicher Form und Größe sind durch Cytoplasma-Stränge verbunden. Die Form der Stränge reichen von 0,1 Mikrometer Durchmesser bis zu blattähnlichen breiten Strukturen, feine Stränge sind jedoch immer auch vorhanden. Die Strömung im Cytoplasma kann bidirektional sein, vorwiegend oder gänzlich in eine Richtung gehen oder die Richtung ändern. Auffällige Granula fehlen in dieser Gattung.

## Systematik
Filoreta ist derzeit die einzige Gattung der Ordnung Reticulosida. Sie wurde 2008 erstbeschrieben und umfasst folgende Arten:
- Filoreta turcica
- Filoreta japonica
- Filoreta marina
- Filoreta tenera, vormals Corallomyxa tenera Tekle et al., 2007

Die Gattung ist die Schwestergruppe der Klade, die u. a. von Gromia und den Ascetosporea gebildet wird.

## Belege
- David Bass, Ema E.-Y.Chao, Sergey Nikolaev, Akinori Yabuki, Ken-ichiro Ishida, Cédric Berney, Ursula Pakzad, Claudia Wylezich, Thomas Cavalier-Smith: Phylogeny of Novel Naked Filose and Reticulose Cercozoa: Granofilosea cl.n. and Proteomyxidea Revised. In: Protist. Bd. 160, Nr. 1, 2009, ISSN 1434-4610, S. 75–109, doi:10.1016/j.protis.2008.07.002.